# POCARI SWEAT BLUE WAVE THE ROCK ODYSSEY 2004
POCARI SWEAT BLUE WAVE THE ROCK ODYSSEY 2004（ポカリスエット ブルーウェーブ ザ ロックオデッセイ ニセンヨン）は、ポカリスエットの販売元である大塚製薬が協賛し、ウドー音楽事務所が主催し、2004年に2日間に渡って、横浜国際総合競技場（現在の日産スタジアム）と大阪ドームで同時に行われたロック・フェスティバル。出演ミュージシャン（稲葉浩志とウルフルズは除く）は、日替わりで交代して両会場に出演した。

## 日程・会場・出演者
2004年7月24日
- 横浜国際総合競技場

1. LOVE PSYCHEDELICO
2. ジョシュ・トッド
3. ミシェル・ブランチ
4. ポール・ウェラー
5. 稲葉浩志(B'z)
6. ザ・フー - (初来日公演)
7. エアロスミス

※ 当日は大変暑く、熱射病で数人倒れ医務室へ運ばれた（全員その日のうちに回復）。
また、稲葉浩志の公演中に8か所の火災報知器を鳴らし、威力業務妨害の疑いで36歳（当時）男性が逮捕された。
- 大阪ドーム

1. HY
2. トラプト
3. ブラック・アイド・ピーズ
4. L'Arc〜en〜Ciel
5. レニー・クラヴィッツ
6. レッド・ホット・チリ・ペッパーズ
7. 矢沢永吉

2004年7月25日
- 横浜国際総合競技場

1. HY
2. トラプト
3. ブラック・アイド・ピーズ
4. L'Arc〜en〜Ciel
5. レニー・クラヴィッツ
6. レッド・ホット・チリ・ペッパーズ
7. 矢沢永吉

- 大阪ドーム

1. LOVE PSYCHEDELICO
2. ジョシュ・トッド
3. ミシェル・ブランチ
4. ウルフルズ
5. ポール・ウェラー
6. ザ・フー
7. エアロスミス